# フレスポ小田原シティーモール
フレスポ小田原シティーモール（フレスポおだわらシティーモール）は、神奈川県小田原市前川にある、アマダ小田原工場の跡地に建設された大型ショッピングセンターである。1999年3月開業のクレッセに加えて2008年3月27日にフレスポがオープンした。現在ではフレスポに統合され、元クレッセのエリアが南館、元フレスポのエリアが北館となって、営業している。

## 施設
店内には50店舗ほどの専門店や飲食店がある。駐車場は2500台ある。

### 南館（旧・小田原シティーモールクレッセ）

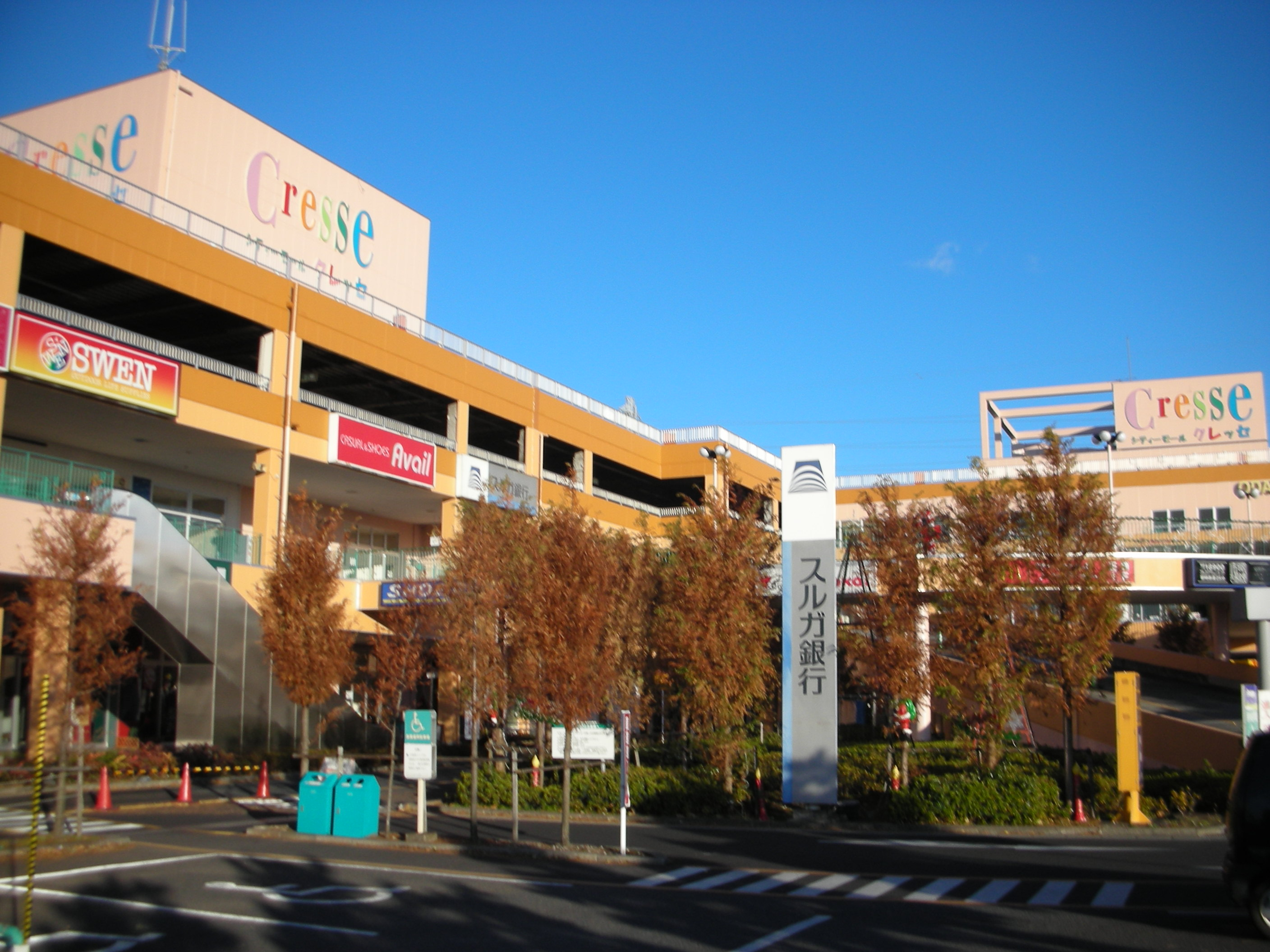
小田原シティモールクレッセ

- 所在地：神奈川県小田原市前川120
- 建物設置者：株式会社アマダメトレックス
- 施工代行者：大和リース株式会社
- 運営・管理：株式会社大和運営管理
- 敷地面積：52,787m2
- 延床面積：67,052m2
- 店舗面積：34,513m2
- 店舗数：36
- オープン日：1999年3月
- 駐車場：2500

### 北館（旧・小田原シティーモールフレスポ）

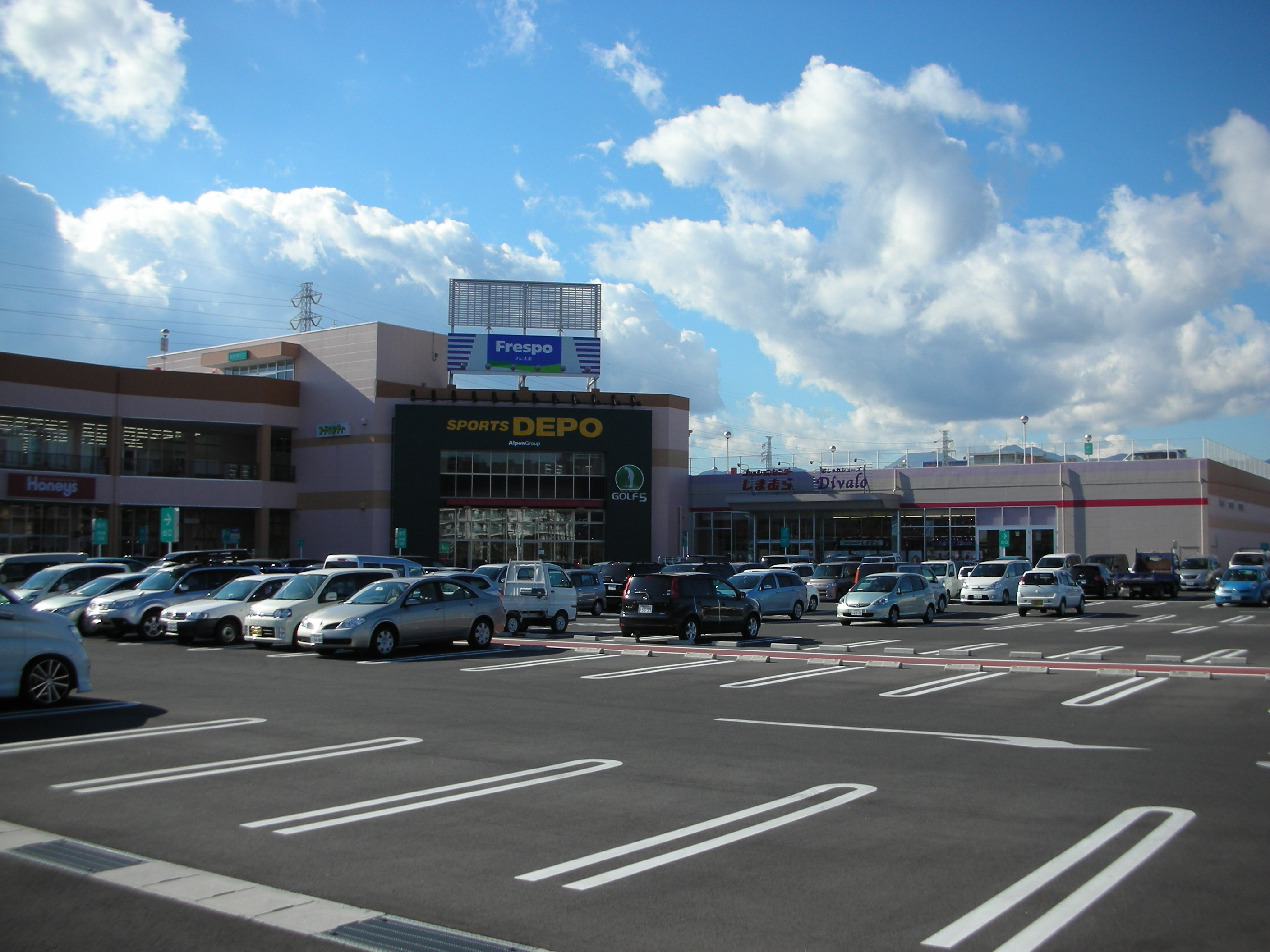
小田原シティモールフレスポ

- 所在地：神奈川県小田原市前川100
- 建物設置者：株式会社アマダ
- 施工代行者：大和リース株式会社
- 敷地面積：39,492m2
- 延床面積：28,149m2
- 店舗数：15

## テナント
- テナント検索

## 交通アクセス
- 国府津駅よりダイナシティ経由鴨宮駅行、「シティモール北」下車

## 近隣の施設
- 小田原コロナワールド
- 小田原東郵便局
- ダイナシティ